# Кварконій
Кварконій (від quark + onium, у множині «quarkonia») у фізиці частинок позначає аромат мезонів, чиїми компонентами є кварк і власний антикварк. Прикладами кварконія є J/ψ-мезон (чармоній 
c
c) і Y-мезон (боттомоній, 
b
b). Зв'язаний стан t-кварка і антикварка — топоній, або тета-мезон — не існує, оскільки t-кварк розпадається шляхом слабкої взаємодії швидше, ніж може сформулюватися зв'язаний стан (але може існувати віртуальна пара tt). Зазвичай кварконій складають кварки важких ароматів. Це пов'язано з тим, що фізичні стани легких кварків (u, d, s), які спостерігаються в експериментах(η, η′, і π0 мезони), являють собою квантово-механічну суперпозицію кількох ароматів. Значно більші масові відмінності чарівного і красивого від легких кварків призводять до того, що стан перших добре описується в термінах кварк-антикваркових пар одного аромату.

## Стан чармонія
У наступній таблиці, одні і ті ж частинки можуть бути названі з використанням спектроскопічної нотації чи шляхом вказання їхніх мас. У деяких випадках використовуються серії збуджень: Ψ' є першим збудженим станом Ψ (в силу історичних причин, основний стан називається J/ψ); Ψ" є другим збудженим станом, і так далі.

Деякі стани передбачені теоретично, але досі не знайдені в експерименті; інші ж не вписуються в теоретично передбачену ієрархію або вимагають додаткового експериментального підтвердження. 
| Терм n2S + 1LJ | IG(JPC) | Частинка                 | Маса (МеВ/c²) [Архівовано 26 Березня 2021 у Wayback Machine.] |
| -------------- | ------- | ------------------------ | ------------------------------------------------------------- |
| 1S0            | 0+(0−+) | ηc(1S)                   | 2983,9 ± 0,5                                                  |
| 1³S1           | 0−(1−−) | J/ψ(1S)                  | 3096,900 ± 0,006                                              |
| 1P1            | 0−(1+−) | hc(1P)                   | 3525,38 ± 0,11                                                |
| 1³P0           | 0+(0++) | χc0(1P)                  | 3414,71 ± 0,30                                                |
| 1³P1           | 0+(1++) | χc1(1P)                  | 3510,67 ± 0,05                                                |
| 1³P2           | 0+(2++) | χc2(1P)                  | 3556,17 ± 0,07                                                |
| 21S0           | 0+(0−+) | ηc(2S) або η′c           | 3637,5 ± 1,1                                                  |
| 2³S1           | 0−(1−−) | ψ(2S) або ψ′ або ψ(3686) | 3686,10 ± 0,06                                                |
| 1D2            | 0+(2−+) | ηc2(1D)†                 |                                                               |
| 1³D1           | 0−(1−−) | ψ(3770)                  | 3773,7 ± 0,4                                                  |
| 1³D2           | 0−(2−−) | ψ2(1D)                   | 3822,2 ± 1,2                                                  |
| 1³D3           | 0−(3−−) | ψ3(1D)                   | 3842,71 ± 0,20                                                |
| 21P1           | 0−(1+−) | hc(2P)†                  |                                                               |
| 2³P0           | 0+(0++) | χc0(2P)†                 |                                                               |
| 2³P1           | 0+(1++) | χc1(2P)†                 |                                                               |
| 2³P2           | 0+(2++) | χc2(2P)                  | 3922,2 ± 1,0                                                  |
| ?              | 0+(1++) | X(3872) §                | 3871,69 ± 0,17                                                |
| ?              | ?(1−−)  | Y(4260)                  | 4260+8 −9                                                     |

Примітки:
† Стан передбачений, але поки не виявлений.
§ За певними властивостями подібний до очікуваного стану 2³P1, але за іншими властивостями подібний до тетракварка. Можливо, є квантовою суперпозицією цих двох станів.

### Властивості
Оскільки чармоній є зв'язаною системою c-кварка та c-антикварка, найпростішим каналом розпаду є розпад у пару D-мезонів, {\displaystyle D^{0}{\overline {D}}^{0}} або {\displaystyle D^{+}D^{-}}. Однак, сумарна маса двох D-мезонів (приблизно 3730 МеВ для нейтральної пари) є більшою за масу декількох найнижчих станів чармонію. Через це, стани чармонію нижче "{\displaystyle D^{0}{\overline {D}}^{0}} порога" можуть розпадатися лише на адрони, що складаються з легких кварків (u, d, s), лептони або фотони. Ці розпади відбуваються з допомогою сильної або електромагнітної взаємодії. При цьому, сильні розпади пригнічені за правилом ОЦІ (Окубо-Цвейга-Ізуки), оскільки чармоній має анігілювати в два або три глюони, які мають потім утворити легкі кварки. Оскільки зарядова парність глюона дорівнює –1 і це квантове число є мультиплікативним, анігіляція через два глюони можлива для частинок з зарядовою парністю +1 ({\displaystyle (-1)^{2}}), а через три глюони – для частинок з зарядовою парністю –1 ({\displaystyle (-1)^{3}}).  Процес анігіляції через один глюон неможливий, оскільки глюон переносить ненульове значення кольору (тобто не є колір-синглетом), в той час як початковий мезон (як і будь-яка спостережувана частинка) завжди не має кольору. Кожна вершина взаємодії глюон-кварк вносить константу сильної взаємодії {\displaystyle \alpha _{s}} в амплітуду процесу, таким чином, при анігіляції через три глюони ймовірність процесу пригнічена фактором {\displaystyle \alpha _{s}^{6}}. При енергіях, характерних для фізики чармонію (порядка кількох ГеВ) {\displaystyle \alpha _{s}} має значення порядка 0,25, що призводить до сильного пригнічення розпадів, що протікають через три глюони ({\displaystyle \alpha _{s}^{6}}), і помірного пригнічення процесів анігіляції у два глюони ({\displaystyle \alpha _{s}^{4}}). Таке пригнічення робить сильні розпади одного порядку величини з електромагнітними.
Цей механізм є однією з причин, чому найнижчий стан чармонію – ηc(1S) – який має зарядову парність +1, має більшу ширину (32,0±0,7 МеВ) порівняно з наступним станом J/ψ(1S) (зарядова парність –1, ширина 5,53±0,10 кеВ).
Загалом, для чармонію нижче "{\displaystyle D^{0}{\overline {D}}^{0}} порога", поширені наступні канали розпаду:
- Розпад в легкі адрони (піони, каони, тощо): може відбуватись як через сильну, так і через електромагнітну взаємодію, дозволений для усіх станів чармонію. Приклади:  {\displaystyle \eta _{c}(1S)\rightarrow K{\overline {K}}\pi }; {\displaystyle J/\psi (1S)\rightarrow p{\overline {p}}}.
- Анігіляція у два фотони: можливий лише для станів з зарядовою парністю +1 та спіном 0 або 2. Приклад:  {\displaystyle \eta _{c}(1S)\rightarrow \gamma \gamma }.
- Анігіляція у два лептони: є можливим лише для станів, квантові числа яких збігаються з квантовими числами фотона, 1−− (оскільки процес перебігає через один віртуальний фотон). Приклади: {\displaystyle J/\psi (1S)\rightarrow \mu ^{+}\mu ^{-}}, {\displaystyle \psi (2S)\rightarrow \tau ^{+}\tau ^{-}}.
- Перехід у стан чармонію меншої маси: можливий для усіх станів, окрім найнижчого ηc(1S). Приклади: {\displaystyle J/\psi (1S)\rightarrow \eta _{c}(1S)\gamma }, {\displaystyle \chi _{c1}(1P)\rightarrow J/\psi (1S)\gamma }, або ж {\displaystyle \psi (2S)\rightarrow J/\psi (1S)\pi ^{+}\pi ^{-}}.

Розпад у два мюони або два електрони є найпростішим для вимірювання в експерименті завдяки відсутності адронних взаємодій та велику порівняно ймовірність процесу, саме через це стани чармонію {\displaystyle J/\psi (1S)} та {\displaystyle \psi (2S)} були відкриті раніше за найнижчий стан ηc(1S). В сучасних експериментах на Великому адронному колайдері, ці розпади є важливою складовою системи тригеру на події з участю важких адронів (наприклад, B-мезонів, які часто розпадаються в канали з чармонієм).
Стани чармонію з масою вищою за 3730 МеВ найчастіше розпадаються в пару D-мезонів. Через відсутність пригнічення такого розпаду правилом ОЦІ вони мають значно більшу ширину (тобто, є надзвичайно короткоживучими) та через це загалом гірше досліджені. Знаковим винятком є частинка X(3872), відкрита 2003 року в експерименті Belle, що має надзвичайно низьку ширину (порядка 1 МеВ) та масу рівну (в межах похибки) сумі мас {\displaystyle D^{0}} та {\displaystyle D^{*0}} мезонів. Тим самим, вона не вписується в класичну модель кварконія. З приводу структури цієї частинки точиться дискусія. Запропонованими варіантами її структури є:
- стан чармонію 11D2 (тобто, χc1(2P));
- гібридний стан чармонія з вкладом глюонів;
- молекула {\displaystyle D^{0}{\bar {D}}^{*0}};
- квантова суперпозиція 11D2 стану чармонія та молекули {\displaystyle D^{0}{\bar {D}}^{*0}}.

У 2005 році в експерименті BaBar оголосили про відкриття ще одного «екзотичного» стану Y(4260). Експерименти CLEO і Belle також підтвердили його існування. Спочатку вважалося, що цей стан чармонія, проте є свідчення більш екзотичної природи цієї частки, наприклад, молекула D-мезонів, система чотирьох кварків або гібридний мезон. Експеримент BES III провів докладне вивчення цього стану; було припущено, що насправді він є суперпозицією двох станів з масами 4220 та 4320 МеВ.
Кілька чармоніє-подібних станів з великою масою (3900-4800 МеВ) було відкрито останніми роками у різних експериментах. Майже всі вони мають кілька можливих інтерпретацій (вищі стани чармонію, тетракварки, тощо).

## Стан боттомонія
У наступній таблиці, одні і ті ж частинки можуть бути названі з використанням спектроскопічної нотації чи шляхом вказання їхніх мас.
Деякі стани передбачені, але досі не знайдені; інші не підтверджені.
| Терм n2S + 1LJ | IG(JPC) | Частинка           | Маса (МеВ/c²) [недоступне посилання з квітня 2019] |
| -------------- | ------- | ------------------ | -------------------------------------------------- |
| 1S0            | 0+(0−+) | ηb(1S)             | 9388,9+3,1 −2,3                                    |
| 1³S1           | 0−(1−−) | Υ(1S)              | 9460,30 ± 0,26                                     |
| 1P1            | 0−(1+−) | hb(1P)             |                                                    |
| 1³P0           | 0+(0++) | χb0(1P)            | 9859,44 ± 0,52                                     |
| 1³P1           | 0+(1++) | χb1(1P)            | 9892,76 ± 0,40                                     |
| 1³P2           | 0+(2++) | χb2(1P)            | 9912,21 ± 0,40                                     |
| 21S0           | 0+(0−+) | ηb(2S)             |                                                    |
| 2³S1           | 0−(1−−) | Υ(2S)              | 10023,26 ± 0,31                                    |
| 1D2            | 0+(2−+) | ηb2(1D)            |                                                    |
| 1³D1           | 0−(1−−) | Υ(1D)              | 10161,1 ± 1,7                                      |
| 1³D2           | 0−(2−−) | Υ2(1D)             |                                                    |
| 1³D3           | 0−(3−−) | Υ3(1D)             |                                                    |
| 21P1           | 0−(1+−) | hb(2P)             |                                                    |
| 2³P0           | 0+(0++) | χb0(2P)            | 10232,5 ± 0,6                                      |
| 2³P1           | 0+(1++) | χb1(2P)            | 10255,46 ± 0,55                                    |
| 2³P2           | 0+(2++) | χb2(2P)            | 10268,65 ± 0,55                                    |
| 3³S1           | 0−(1−−) | Υ(3S)              | 10355,2 ± 0,5                                      |
| 4³S1           | 0−(1−−) | Υ(4S) или Υ(10580) | 10579,4 ± 1,2                                      |
| 5³S1           | 0−(1−−) | Υ(10860)           | 10865 ± 8                                          |
| 6³S1           | 0−(1−−) | Υ(11020)           | 11019 ± 8                                          |

Примітка:
* Попередній результат, потребує підтвердження.
χb (3P) є першою частинкою, виявленою у Великому адронному колайдері. Стаття про це відкриття було вперше представлена колаборацією ATLAS на arXiv 21 грудня 2011.

## Кварконій вКХД
Розрахунки властивостей мезонів в квантовій хромодинаміці (КХД) носять непертурбативний характер. Тому єдиним доступним загальним методом залишається прямий розрахунок з використанням КХД на решітці. Однак існують і інші методи, також ефективні стосовно важкого кварконію. Легкі кварки в мезонах рухаються з релятивістськими швидкостями, оскільки маса їх зв'язаного стану помітно більше мас самих складових кварків. Але швидкість чарівного та красивого кварків у відповідних станах кварконія істотно менша, і релятивістські ефекти зачіпають такі стани у меншій мірі. Оцінки цих швидкостей   v  дають близько 0,3 швидкості світла для чармонія і 0,1 для боттомонія. Таким чином, розрахунки таких станів можуть проводитися шляхом розкладання в ряд за ступенями малого параметра v/c. Цей метод отримав назву нерелятивістської КХД (non-relativistic QCD — NRQCD).
Нерелятивістська КХД також квантується як калібрувальна теорія на решітці, що дозволяє використовувати ще один підхід в розрахунках КХД на решітці. Таким чином було отримано узгодження з експериментом у значенні мас боттомонія, і це є одним з найкращих свідчень спроможності методу КХД на решітці. Для мас чармонія узгодження не таке добре, але вчені працюють над поліпшенням даного методу. Також ведеться робота в напрямку обчислень таких властивостей, як ширини станів кварконія і ймовірності переходу між станами.
Ще один історично ранній, але досі ефективний метод, який використовує модель ефективного потенціалу для розрахунку мас станів кварконія. Передбачається, що кварки, які є складовими кварконія, рухаються з нерелятивістськими швидкостями в статичному потенціалі, подібно до того, як це відбувається з електроном у нерелятивістській моделі атома водню. Один з найбільш популярних модельних потенціалів носить назву потенціалу Корнелла (названий на честь Корнелльского університету, де був розроблений):
{\displaystyle V(r)={\frac {a}{r}}+br,}
де r — ефективний радіус зв'язаного стану, a і b — деякі параметри. Такий потенціал складається з двох частин. Перша,   a / r , відповідає потенціалу, створюваному одноглюонним обміном між кварком і антикварком, і називається кулонівською частиною, оскільки повторює вид кулонівського потенціалу електромагнітного поля, також пропорційного 1 /   r . Друга частина,   br , відповідає ефекту конфайнмента кварків. Зазвичай при використанні даного підходу береться зручна форма хвильової функції кварків, а параметри   a  і   b  визначаються шляхом підгонки до експериментально виміряних значень мас станів кварконію. Релятивістські та інші ефекти можуть бути враховані шляхом додавання додаткових членів до потенціалу, подібно до того, як це робиться для атома водню в нерелятивістській квантовій механіці.
Останній метод не має якісного теоретичного обґрунтування, проте вельми популярний, оскільки дозволяє досить точно передбачати параметри кварконія, уникаючи тривалих обчислень на решітці, а також поділяє вплив короткодіючого кулонівського потенціалу та дальнодіючого ефекту конфайнмента. Це виявляється корисним для розуміння характеру сил між кварком і антикварком в КХД.

## Значення
Вивчення кварконія являє собою інтерес з точки зору певних параметрів кварк-глюонної взаємодії. Мезони легші для вивчення, тому що складаються тільки з 2 кварків, а кварконій для цих цілей підходить краще через симетричність.

## Примітка
1. ↑  Quantum chromodynamics (review), PDG (PDF). Архів оригіналу (PDF) за 20 Березня 2021.
2. 1 2  Zyla, P A; Barnett, R M; Beringer, J; Dahl, O; Dwyer, D A; Groom, D E; Lin, C -J; Lugovsky, K S; Pianori, E (2020-08). Review of Particle Physics. Progress of Theoretical and Experimental Physics. Т. 2020, № 8. doi:10.1093/ptep/ptaa104. ISSN 2050-3911. Процитовано 28 січня 2021.
3. ↑  Aaij, R.; Abellán Beteta, C.; Ackernley, T.; Adeva, B.; Adinolfi, M.; Afsharnia, H.; Aidala, C. A.; Aiola, S.; Ajaltouni, Z. (12 листопада 2020). Study of the lineshape of the χ c 1 (3872) state. Physical Review D (англ.). Т. 102, № 9. с. 092005. doi:10.1103/PhysRevD.102.092005. ISSN 2470-0010. Процитовано 28 січня 2021.
4. ↑  A new particle discovered by BaBar experiment. Istituto Nazionale di Fisica Nucleare. 6 липня 2005. Архів оригіналу за 11 Березня 2012. Процитовано 6 березня 2010.
5. ↑  
B. Aubert et al. (BaBar Collaboration[en]) (2005). Observation of a broad structure in the π+π−J/ψ mass spectrum around 4.26 GeV/c2. Physical Review Letters. 95 (14): 142001. arXiv:hep-ex/0506081. Bibcode:2005PhRvL..95n2001A. doi:10.1103/PhysRevLett.95.142001. {{cite journal}}: Перевірте значення |author= (довідка)
6. ↑  Li, Ke; BESIII collaboration (28 лютого 2018). New results from $Y(4260)$ decays at BESIII. Proceedings of XVII International Conference on Hadron Spectroscopy and Structure — PoS(Hadron2017) (англ.). Sissa Medialab. с. 108. doi:10.22323/1.310.0108. Архів оригіналу за 16 Серпня 2020. Процитовано 28 січня 2021.{{cite news}}:  Обслуговування CS1: Сторінки із непозначеним DOI з безкоштовним доступом (посилання)
7. ↑  
ATLAS Collaboration (2012). Observation of a new χ
b state in radiative transitions to 
ϒ(1S) and 
ϒ(2S) at ATLAS. arXiv:1112.5154v4 [hep-ex]. {{cite arXiv}}: символ зміни рядка в |title= на позиції 297 (довідка)
8. ↑  Jonathan Amos (22 грудня 2011). LHC reports discovery of its first new particle. BBC. Архів оригіналу за 6 Жовтня 2017. Процитовано 23 Листопада 2015.
9. ↑  Hee Sok Chung; Jungil Lee; Daekyoung Kang (2008). Cornell Potential Parameters for S-wave Heavy Quarkonia. Journal of the Korean Physical Society. 52 (4): 1151. arXiv:0803.3116. Bibcode:2008JKPS...52.1151C. doi:10.3938/jkps.52.1151.